# コーロイ駅
コーロイ駅（英語：Cooroy railway station）はオーストラリアクイーンズランド州コーロイ エルム・ストリートにあるクイーンズランド鉄道ノース・コースト線の駅。ブリスベン近郊の通勤輸送を担うサンシャイン・コースト線も乗り入れている。

## 概要
2008年8月14日にクイーンズランド州遺産登録に登録された。

## 利用可能な鉄道路線／列車
クイーンズランド鉄道トラベルトレインの停車する列車は下記の通り。
ブリスベンとケアンズ間の夜行長距離列車スピリット・オブ・クイーンズランド号 …ブリスベン方面 月・火・木・金・土、ケアンズ方面 月・火・水・金・土 停車 
ブリスベンとロングリーチ間の夜行長距離列車スピリット・オブ・ジ・アウトバック号 …ブリスベン方面 火・金、ロングリーチ方面 火・土 停車 
ブリスベンとロックハンプトン間の昼行長距離列車ティルト・トレイン号 …1日1往復 停車 
ブリスベンとバンダバーグ間の昼行長距離列車ティルト・トレイン号 …ブリスベン方面 月・火・木・金・土、バンダバーグ方面 月・火・水・木・金・日 出発 
クイーンズランド鉄道シティートレインの出発する列車は下記の通り。
ブリスベンとギンピー間の近郊路線サンシャイン・コースト線 …ブリスベン方面 月-土 1日2本、日 1日1本   ギンピー方面 月-金・日 1日2本、土 1日1本 出発 

## バス
当駅から乗車できるバスは以下の通り。
路線バス
サンバス・サンシャイン・コースト (Sunbus) …631系統 、632系統  